# Gran Premio degli Stati Uniti d'America 2024
Il Gran Premio degli Stati Uniti d'America 2024 è stata la diciannovesima prova della stagione 2024 del campionato mondiale di Formula 1. La gara si è corsa domenica 20 ottobre sul circuito delle Americhe che sorge nella Contea di Travis, vicino a Austin, in Texas, ed è stata vinta dal monegasco Charles Leclerc su Ferrari, all'ottavo successo in carriera; Leclerc ha preceduto all'arrivo il suo compagno di squadra, lo spagnolo Carlos Sainz Jr., e l'olandese Max Verstappen su Red Bull Racing-Honda RBPT.
Lando Norris su McLaren-Mercedes, terzo all'arrivo, è penalizzato di cinque secondi sul tempo di gara per essere uscito fuori dal tracciato e averne tratto un vantaggio in una fase di duello con Max Verstappen. Il britannico scala di una posizione in classifica.

## Vigilia

### Aspetti tecnici
Per questo Gran Premio la Pirelli, fornitore unico degli pneumatici, offre la scelta tra gomme di mescola C2, C3 e C4, la tipologia di pneumatici che caratterizza la gamma centrale del genere di coperture messe a disposizione dall'azienda italiana. Viene stabilita la stessa tipologia di pneumatici fin dall'edizione 2019 del Gran Premio. Essa viene stabilita per la quinta volta in stagione dopo quanto già deciso nei Gran Premi di Arabia Saudita, Cina, Miami e Belgio. Prima del precedente Gran Premio di Singapore, la Pirelli nomina allo stesso tempo la tipologia di pneumatici disponibile per i successivi Gran Premi di Città del Messico e di San Paolo. All'Autodromo Hermanos Rodríguez la seconda sessione di prove libere durerà 90 minuti, su decisione della Pirelli. Essa è legata alla necessità di effettuare i test sulle mescole più morbide della gamma Pirelli del 2025 (C4, C5 e C6).
La Federazione conferma le due tradizionali zone del Drag Reduction System in uso dall'edizione 2013 della gara quando l'organo mondiale dell'automobilismo decise di aumentare sul circuito delle Americhe a due i tratti in cui utilizzare il dispositivo mobile, dopo l'unica precedente zona utilizzata nell'edizione del 2012, stagione in cui il circuito debuttò nel calendario del campionato mondiale di Formula 1. I piloti possono attivare il dispositivo mobile sul rettilineo tra le curve 11 e 12, con punto per la determinazione del distacco fra piloti stabilito dopo la curva 10. La seconda zona, il nuovo tratto aggiunto introdotto in seguito, è fissata sul rettilineo dei box, con detection point posto dopo la curva 18. Rispetto all'ultima edizione del 2023, il punto di attivazione per la zona DRS stabilita tra la curva 11 e la curva 12 viene modificato. Se in precedenza era posto 250 metri dopo la curva 11, ora è posizionato 345 metri dopo quest'ultima.
Rispetto all'edizione del 2023, il circuito è oggetto di alcune modifiche: la pista è stata riasfaltata dall'ingresso della curva 9 all'ingresso della curva 12, e dall'ingresso della curva 16 all'ingresso della curva 3. Nuovi cordoli sono stati installati alla curva 9 e alla curva 18 sul lato destro, e alla curva 10 sul lato sinistro. Nuove barriere TecPro sono state installate nella via di fuga della curva 1, alla curve 2, 6, 8 e tra la 13 e la 15 sul lato sinistro, e alla curva 10 sul lato destro. I limiti della pista agli apici delle curve 6, 13, 14 e 15 sono stati accorciati di 1,5 metri. I muri in cemento tra la curva 11 e la curva 12 sul lato sinistro sono stati riallineati. Il dosso all'ingresso della curva 12 è stato rimosso. La linea bianca all'uscita della curva 9 e quella all'uscita della curva 19 è stata spostata a 1,5 metri di distanza dal retro del cordolo. La larghezza della linea bianca è stata raddoppiata all'uscita delle curve 11, 12, 15 e 20. Altre modifiche riguardano l'utilizzo di finta ghiaia per le vie di fuga in alcune curve, come già visto su altre piste, per alleviare le polemiche che possono sorgere per il superamento dei limiti della pista, senza il problema della vera ghiaia che viene gettata in pista. La nuova superficie avrebbe dovuto risolvere anche il problema dei piccoli dossi che si sono formati in alcuni punti della traiettoria nel corso degli anni, che rendevano la vita dura ai piloti e alteravano il comportamento della vettura.
La Federazione stabilisce che qualsiasi pilota che non percorre correttamente l'uscita della curva 20 vede il tempo sul giro e immediatamente quello successivo invalidato dai commissari sportivi. L'organo mondiale dell'automobilismo rende noto che al termine della gara del precedente Gran Premio di Singapore, tra le prime dieci vetture classificate è stata sorteggiata la McLaren di Oscar Piastri per le verifiche tecniche. Le ispezioni hanno riguardato diverse componenti relativi al cambio. Tutti gli elementi ispezionati sono risultati essere conformi al regolamento tecnico.
Nella notte del mercoledì, la Wiliams utilizza uno dei quattro coprifuochi concessi durante la stagione per effettuare le operazioni sulle proprie vetture. La scuderia britannica non riceve sanzioni. Prima dell'inizio della sessione di prove libere, sulla vettura di Nico Hülkenberg viene installata la quinta scatola del cambio e la quinta trasmissione. Il pilota tedesco della Haas non è penalizzato sulla griglia di partenza in quanto i nuovi componenti installati rientrano tra quelli utilizzabili nel numero massimo stabilito dal regolamento tecnico. Sulla vettura di Liam Lawson viene installata la quinta unità relativa al motore a combustione interna, al turbocompressore, all'MGU-H e all'MGU-K, la terza unità relativa al sistema di recupero dell'energia e all'unità di controllo elettronico, e la sesta unità relativa all'impianto di scarico. Sulla vettura di Charles Leclerc e Pierre Gasly viene installata rispettivamente la sesta e ottava unità relativa all'impianto di scarico. Leclerc e Gasly non sono penalizzati sulla griglia di partenza in quanto i nuovi componenti installati rientrano tra quelli utilizzabili nel numero massimo stabilito dal regolamento tecnico, mentre Lawson è costretto a partire dal fondo dello schieramento in quanto i primi sei nuovi componenti installati superano quelli utilizzabili nel numero massimo stabilito dal regolamento tecnico.

### Aspetti sportivi
Il Gran Premio rappresenta il diciannovesimo appuntamento stagionale a distanza di quattro settimane dalla disputa del Gran Premio di Singapore, diciottesima gara del campionato. Dopo la disputa della quinta gara complessiva del campionato nel continente asiatico, il mondiale si sposta oltreoceano per la terza volta in stagione, facendo tappa negli Stati Uniti d'America per la seconda volta dopo la gara di Miami. Il Gran Premio è il quinto evento dopo la pausa estiva, la prima di due prove calendarizzate nel mese di ottobre, nonché la settima gara della seconda parte di stagione. La corsa si disputa in ottobre ininterrottamente dal 2021, ed è la prima prova che apre un trittico di gare, il secondo su tre totali in stagione, seguita dai Gran Premi di Città del Messico e di San Paolo. La disputa di tre Gran Premi per tre settimane consecutive avvenne, per la prima volta in assoluto nella storia della categoria, nel campionato 2018, in un'occasione, così come nel 2022 e 2023, e per tre volte ciascuno nel 2020 e 2021. Nel tentativo della Federazione di regionalizzare i vari eventi e di rendere più sostenibile la logistica, il Gran Premio è seguito da una pausa di tre settimane prima di questa trasferta americana composta da tre appuntamenti consecutivi. Il mondiale disputa un appuntamento sulla tipologia di tracciato permanente per la prima volta dal Gran Premio d'Italia. Il contratto per l'inserimento della gara nel calendario mondiale, sempre sul circuito delle Americhe, è stato rinnovato nel mese di febbraio 2022 fino alla stagione 2026. Sponsor del Gran Premio è, come avvenuto nell'edizione del 2018, la Pirelli, azienda italiana fornitrice degli pneumatici per il campionato.
Presente nel calendario del campionato mondiale di Formula 1 fin dalla stagione 1959 e valido quale prova della categoria dallo stesso anno, il Gran Premio degli Stati Uniti d'America vede la disputa della sua cinquantatreesima edizione, la quarantacinquesima valida per il mondiale. Il circuito delle Americhe, sede della gara a partire dall'edizione del 2012, quando il Gran Premio tornò a far parte del calendario del campionato mondiale di Formula 1 per la prima volta dall'edizione del 2007 corsa sul circuito di Indianapolis, è il tracciato collocato al secondo posto per il maggior numero di edizioni disputate della corsa, con undici edizioni. Il Gran Premio è stato corso in altre cinque diverse località: il circuito di Riverside e quello di Sebring hanno ospitato un'edizione a testa, rispettivamente quella inaugurale del 1959 e quella del 1960. Il circuito di Phoenix è stato sede di tre edizioni della corsa, tra il 1989 e il 1991, seguito da otto edizioni del circuito di Indianapolis, tra il 2000 e 2007. La località con il maggior numero di edizioni, venti, tra il 1961 e il 1980, è quella di Watkins Glen. Il Gran Premio degli Stati Uniti d'America non è stato disputato una prima volta tra il 1981 e il 1988. In questo arco di tempo si tennero tre di otto edizioni totali del Gran Premio degli Stati Uniti d'America-Ovest sul circuito di Long Beach (1981-1983), sette del Gran Premio di Detroit (1982-1988), due del Gran Premio del Caesars Palace (1981-1982) e una del Gran Premio di Dallas (1984), tutti su circuiti omonimi. Una seconda volta tra il 1992 e 1999, in cui circolarono voci di una gara per le strade del distretto di Manhattan di New York per il 1992 e di una gara per le strade della Las Vegas Strip per il 1995, ma queste non furono materializzate, con la Formula 1 che non si sarebbe tenuta negli Stati Uniti d'America per i prossimi nove anni, e per una terza e ultima volta tra il 2008 e 2011, in quanto nel 2007 fu annunciato che la gara statunitense sarebbe stata l'ultima che si sarebbe tenuta a Indianapolis, poiché entrambe le parti non riuscirono a concordare i termini dell'evento, prima di tornare nella nuova sede che sorge nella Contea di Travis, vicino a Austin, in Texas, nel 2012. In un primo momento, si era pensato che la gara sarebbe tornata a Indianapolis per il 2009 sulla configurazione della pista utilizzata per la gara del 2008 del Motomondiale. Gli organizzatori annunciarono che il Gran Premio non sarebbe tornato a Indianapolis a meno che non avesse avuto un sostegno finanziario. A causa delle costose tasse pagate per ospitare l'evento, la gara avrebbe richiesto uno sponsor principale per essere economicamente sostenibile. In linea definitiva, il Gran Premio degli Stati Uniti d'America non fu compreso nel calendario mondiale per il 2009. Infine, la gara non è stata corsa anche nel 2020 a causa delle problematiche dettate dalla pandemia di COVID-19, senza essere sostituita. Gli Stati Uniti d'America hanno ospitato anche 11 edizioni della 500 Miglia di Indianapolis dal 1950 al 1960, tre del Gran Premio di Miami a partire dal 2022, e una del Gran Premio di Las Vegas a partire dalla stagione precedente.
La gara in Texas è il secondo appuntamento dell'anno su tre in totale in cui il mondiale fa visita sul suolo statunitense. Le altre due prove calanderizzate sono il Gran Premio di Miami, corso a maggio, e il Gran Premio di Las Vegas, collocato nel mese di novembre, terzultima prova del mondiale. Gli Stati Uniti d'America disputano tre Gran Premi sul proprio territorio per il secondo campionato consecutivo e per la terza volta complessiva insieme alla stagione 1982. Il Paese rafforza il proprio record di Gran Premi validi per il campionato mondiale di Formula 1 disputati in più sedi sul proprio territorio, utilizzando dodici circuiti, per un totale di 77 gare ospitate tra le dodici località, al quarto posto di sempre, con 66 Gran Premi e 11 edizioni della 500 Miglia di Indianapolis quali prove valide per il campionato mondiale. L'unico altro Paese a ospitare ben tre gare sul proprio territorio nella storia della categoria fu l'Italia nella stagione 2020, condizionata dalla pandemia di COVID-19, che portò alla posticipazione e alla cancellazione di numerosi Gran Premi. Videro il loro debutto il Gran Premio dell'Emilia-Romagna a Imola e il Gran Premio della Toscana al Mugello, oltre alla disputa del tradizionale Gran Premio d'Italia a Monza. Considerando anche le gare non valide per il titolo, l'Italia ospitò tre gare di Formula 1, nello stesso anno, anche nel 1965, quando, oltre al Gran Premio d'Italia corso a Monza, vennero disputati il Gran Premio di Siracusa sull'omonimo tracciato e il Gran Premio del Mediterraneo, conosciuto anche come Gran Premio di Enna, tenutosi all'Autodromo di Pergusa della località omonima.
Il Gran Premio degli Stati Uniti d'America viene scelto, per la seconda stagione consecutiva, come il quarto evento, su sei in programma per questo campionato, dove il weekend di gara è caratterizzato dal formato della Sprint, una gara di 100 km con scelta libera a livello di mescole di gomme e senza necessità di effettuare pit stop il cui risultato attribuisce punti validi per la classifica piloti e costruttori ai primi otto classificati. La Federazione, Liberty Media e i team raggiungono un accordo per il numero dei Gran Premi dove utilizzare il formato della Sprint. Come nel 2023 il numero degli eventi è confermato a sei. I Gran Premi ad ospitare il formato della Sprint sono: il Gran Premio di Cina, Miami, Austria, Stati Uniti d'America, San Paolo e Qatar. Il sistema di punteggio da attribuire durante la Sprint, sempre valevole per le classifiche piloti e costruttori, è quello adottato dal 2022, comprendendo sempre i primi otto classificati, i quali nell'ordine ricevono 8, 7, 6, 5, 4, 3, 2 e 1 punto. La riunione della F1 Commission prima dell'inizio del campionato ha annunciato i cambiamenti riguardo al formato per i Gran Premi caratterizzati dalla disputa della Sprint, in particolare sulla programmazione delle sessioni. La mattina del venerdì rimane invariata, con la disputa dell'unica sessione di prove libere del weekend. Nel venerdì pomeriggio viene disputata la Qualifica Sprint, composta dalla Q1 di 12 minuti, Q2 di 10 e Q3 di 8, e che determina la griglia di partenza della Sprint, che quest'anno viene disputata il sabato mattina, contraddistinta da una distanza di gara di 19 giri per questo evento o massimo 60 minuti secondo regolamento. Le qualifiche per la gara domenicale vengono quindi spostate dal venerdì pomeriggio al tradizionale sabato pomeriggio, rendendole quindi uniformi con i weekend in cui non viene disputata la Sprint. La gara domenicale rimane invariata. Secondo il regolamento sportivo, la sessione di qualificazione alla Sprint viene ora chiamata Qualifica Sprint, in contrapposizione al nome Sprint Shootout utilizzato la stagione precedente. Il termine Qualifica Sprint era stato precedentemente utilizzato nella stagione 2021, nella quale debuttò la Sprint, per riferirsi alla gara breve stessa. L'altro cambiamento riguarda l'introduzione di un doppio parco chiuso, uno riguardante la Sprint ed uno riguardante la gara. Le monoposto entreranno in regime di parco chiuso all'inizio della prima fase della qualifica per la Sprint (SQ1), per uscirne alla partenza della gara breve. Torneranno poi in regime di parco chiuso all'inizio della Q1, per restarci, come di consueto, fino alla partenza della gara.
Il pilota britannico della Mercedes, Lewis Hamilton, è il più vincente nel Gran Premio degli Stati Uniti d'America, con sei successi, detiene il maggior numero di podi (10), e condivide il maggior numero di pole position con Michael Schumacher (4). Insieme al tedesco, Hamilton ha vinto quattro edizioni consecutive. Il britannico è l'unico ad aver vinto questo appuntamento su due circuiti diversi. Oltre a Hamilon, anche altri due piloti di questo campionato hanno vinto la gara statunitense. Il pilota olandese campione del mondo della Red Bull Racing, Max Verstappen, per tre volte, consecutive, e il finlandese della Sauber, Valtteri Bottas, per una volta, con la Mercedes. Oltre a Hamilton, quattro piloti del mondiale sono partiti davanti a tutti: Bottas, Verstappen e i due piloti della Ferrari, il monegasco Charles Leclerc e lo spagnolo Carlos Sainz Jr., per una volta a testa. La Ferrari detiene il maggior numero di successi in questo appuntamento (10), di pole position (9), di giri più veloci (12), e di podi (27). Sul circuito delle Americhe, Hamilton è in testa con cinque vittorie, tre pole position e nove podi. La Mercedes comanda con cinque successi, sei pole position, quattro giri più veloci e 12 podi. Delle undici edizioni disputate sulla pista texana, la corsa è stata vinta per cinque volte ciascuno dalla prima e dalla seconda posizione (45,45%). La posizione più indietro dal quale è stata vinta la corsa in griglia di partenza è stata la sesta. Il Gran Premio ha assegnato per sei volte il titolo piloti e per otto volte quello costruttori. Nell'edizione del 2000, corsa a Indianapolis, si registrò la più alta affluenza di pubblico di sempre il giorno della gara, con 250 000 spettatori. In quella del 2002 si ebbe il distacco più basso tra il vincitore, Rubens Barrichello, e Michael Schumacher (0"011). L'edizione del 2005 fu caratterizzata dalla presenza di solamente sei piloti al via a causa del ritiro alla fine del giro di ricognizione delle vetture gommate Michelin per problemi di sicurezza. La casa francese infatti non riteneva sufficientemente affidabili i propri pneumatici per la percorrenza ripetuta della curva finale sopraelevata a velocità di gara. Essa è una delle cinque gare della storia del mondiale oggetto di zero sorpassi. Il giapponese Yuki Tsunoda della RB segnò il primo giro più veloce in carriera nell'edizione precedente.
Alcuni giorni dopo il precedente Gran Premio di Singapore, la RB annuncia la separazione con l'australiano Daniel Ricciardo. Egli viene rimpiazzato fino a fine stagione dal pilota di riserva della squadra e della Red Bull Racing, il neozelandese Liam Lawson, che ha già corso nella categoria durante la precedente stagione proprio al posto di Ricciardo nella stessa scuderia all'epoca denominata AlphaTauri. Lawson, che corre per la prima volta sul circuito delle Americhe, sceglie il 30 quale numero di gara, utilizzato per l'ultima volta da Jolyon Palmer nel Gran Premio del Giappone 2017. L'argentino Franco Colapinto della Williams, che ha preso il posto in precedenza occupato dallo statunitense Logan Sargeant a partire dal Gran Premio d'Italia, corre anch'egli per la prima volta sulla pista texana. Il thailandese della Williams, Alexander Albon, disputa la centesima partenza in un Gran Premio nella categoria.
La McLaren annuncia Will Courtenay quale nuovo direttore sportivo, proveniente dalla Red Bull Racing. Il posto di Courtenay sarà occupato da Hannah Schmitz, che diventa capo delle strategie. L'Alpine annuncia ufficialmente la cessazione delle attività del reparto motori della Renault al termine della stagione 2025, diventando un team cliente. La Haas annuncia una partnership tecnica con Toyota Gazoo Racing. Tutte e tre le scuderie gareggiano con una speciale livrea: il team di Woking corre in arancione e argento cromato, la squadra transalpina in arancione e nero per pubblicizzare l'uscita di un videogioco legato al franchise di Indiana Jones, mentre la Haas con aquile e stelle in omaggio ai simboli degli Stati Uniti d'America e del Texas. Nella riunione della F1 Commission alcune settimane prima dell'appuntamento texano, sono stati decisi alcuni punti importanti dei regolamenti per la stagione 2026. La possibilità di far svolgere o meno una gara a piloti debuttanti nei test post-stagione di Abu Dhabi, già al termine di questo campionato, viene scartata. Il programma di prove pre-stagionali del 2026 prevedrà nove giornate di test, divise in tre sessioni da tre giorni ciascuna. L’obiettivo è quello di permettere a team e motoristi di avere il tempo necessario per prendere le misure del nuovo regolamento. È poi previsto un aggiustamento del regolamento finanziario, che nel 2026 evolverà rispetto all’attuale quadro normativo. Infine, sono state inserite una serie di modifiche in materia di prestazioni, aerodinamica e sicurezza. L’ultima riunione del World Motor Sport Council, tenutasi alla vigilia della gara, approva la rimozione del punto addizionale per il giro veloce se si è classificati nei primi dieci a partire dal 2025 dopo che era stato reintrodotto nel 2019. Dal prossimo campionato saranno inoltre raddoppiati gli impegni dei piloti esordienti nella prima sessione di prove libere, passando da una a due sessioni per vettura, e dunque da due a quattro per ogni squadra.
L'ex pilota di Formula 1, il britannico Derek Warwick, è nominato commissario aggiunto per la gara. Ha svolto già in passato tale funzione, l'ultima nel Gran Premio del Canada. Warwick fu designato commissario aggiunto anche nell'edizione 2014, 2018, 2019 e 2023. È la casa automobilistica britannica Aston Martin a fornire la safety car e la medical car, per l'ultima volta fornitrice delle vetture nel Gran Premio d'Azerbaigian.

## Prove

### Resoconto
Le due Ferrari monopolizzano i due migliori tempi delle prove libere. Sainz Jr. precede di pochi millesimi Leclerc, ottenendo un tempo che viene aiutato dalla riasfaltatura del tracciato, che ha eliminato molte imperfezioni esistenti. Al terzo posto si è classificato Max Verstappen, che però ha colto la sua prestazione a metà turno, quanto la pista non era ancora gommata. Hanno dimostrato maggiori difficoltà le due Mercedes, con i due piloti autori di testacoda, dovuti forse a un eccessivo saltellamento.
Al termine della sessione, la Williams viene convocata dai commissari sportivi in quanto i due piloti, il thailandese Alexander Albon e l'argentino Franco Colapinto, non hanno partecipato alla riunione dei piloti secondo l'orario previsto. La scuderia britannica non riceve sanzioni.

### Risultati
Nella sessione di prove libere si è avuta questa situazione:
| Pos | Nº | Pilota           | Costruttore                | Tempo    | Gap    | Giri |
| --- | -- | ---------------- | -------------------------- | -------- | ------ | ---- |
| 1   | 55 | Carlos Sainz Jr. | Ferrari                    | 1'33"602 |        | 25   |
| 2   | 16 | Charles Leclerc  | Ferrari                    | 1'33"623 | +0"021 | 27   |
| 3   | 1  | Max Verstappen   | Red Bull Racing-Honda RBPT | 1'33"855 | +0"253 | 23   |

## Qualifica Sprint

### Resoconto
Prima della Qualifica Sprint, sulla vettura di Zhou Guanyu viene installata la quarta unità relativa al sistema di recupero dell'energia. Il pilota cinese della Sauber è penalizzato di cinque posizioni sulla griglia di partenza in quanto il nuovo componente installato supera quelli utilizzabili nel numero massimo stabilito dal regolamento tecnico. Sulla vettura di Carlos Sainz Jr., Franco Colapinto e Kevin Magnussen viene installata la quinta scatola del cambio e la quinta trasmissione. Tutti e tre i piloti non sono penalizzati sulla griglia di partenza in quanto il nuovo componente installato rientra tra quelli utilizzabili nel numero massimo stabilito dal regolamento tecnico.
Magnussen fa segnare il primo tempo di riferimento, non battuto da Yuki Tsunoda e Max Verstappen, ma solo da Norris (1'33"919). L'altra McLaren, quella di Piastri, non fa meglio del settimo posto, davanti al duo della Williams; Sainz Jr., invece, si piazza al secondo posto, prima che l'altro ferrarista, Leclerc, limi, di ventitré millesimi, la prestazione di Norris. Successivamente tocca a Lewis Hamilton portare il limite in 1'33"840. Russell si pone al quinto posto. Verstappen inanella un secondo giro rapido, che lo fa rimontare terzo. Pérez è settimo, mentre Alexander Albon è autore di un testacoda. Piastri, che era salito in settima posizione, vede il suo tempo annullato, per aver superato i limiti di pista: ciò comporta la mancata qualificazione alla seconda fase per l'australiano. Non accedono nemmeno Ocon, Albon, Bottas e Zhou.
Anche in questa fase è ancora Kevin Magnussen che segna il primo tempo di sessione. Tocca alle due Mercedes portarsi al comando della classifica. Sarà Carlos Sainz Jr. capace di battere il tempo di Hamilton; Leclerc è terzo, mentre Lando Norris è quinto. Si ferma a sedici millesimi dal primo posto Verstappen. Colapinto s'intercala fra le due Haas, mentre Pérez resta alle spalle delle due vetture statunitensi, al decimo posto. Sia Fernando Alonso che Liam Lawson vedono eliminati i loro tempi, cancellando così le loro speranze di accedere alla fase finale. Non ottengono il passaggio alla SQ3 anche Pérez, Gasly e Stroll. Gasly viene anche messo sotto indagine per aver ostacolato Colapinto, senza che però i commissari decidano di penalizzare il pilota dell'Alpine.
Nella terza fase George Russell ferma i cronometri sull'1'32"845, precedendo di mezzo secondo Hamilton. Colapinto è autore di un testacoda, ma senza conseguenze per la vettura. Sainz Jr. si ferma a due decimi dal tempo di Russell, e viene battuto, per pochi millesimi, da Norris. In seguito è Leclerc che batte il tempo del pilota della McLaren, restando comunque alle spalle di Russell. Solo Verstappen, con 1'32"833, è capace di battere Russell.
Max Verstappen conquista la nona pole position valevole per la Sprint in carriera, la terza in stagione, nonché consecutiva. Il campione del mondo estende il record quale pilota autore del maggior numero di partenze al palo nella gara rapida su sedici sessioni fin qui disputate, dopo l'introduzione nella stagione 2021. Russell, secondo, parte in prima fila nella Sprint per la prima volta in carriera. Leclerc è terzo e si qualifica per la quarta volta nei primi tre nella Qualifica Sprint. Norris, quarto, si qualifica nella stessa posizione della Qualifica Sprint dell'edizione precedente. Il distacco tra l'autore della pole position e il secondo classificato di 0"012 è il secondo più basso del campionato in qualsiasi formato delle qualifiche.
Sono stati cancellati nove tempi dai commissari sportivi ai piloti per non aver rispettato i limiti della pista, durante la Qualifica Sprint. Si sono visti cancellare il tempo due volte Fernando Alonso (entrambe le volte alla curva 19), una volta Sergio Pérez (alla curva 9), Oscar Piastri, Zhou Guanyu, Lance Stroll e Kevin Magnussen (alla curva 19), Liam Lawson (alla curva 1) e Franco Colapinto (alla curva 12). George Russell, Lewis Hamilton, Esteban Ocon, Charles Leclerc, Stroll, Zhou, Valtteri Bottas, Magnussen, Nico Hülkenberg, Alexander Albon, Lawson, Pierre Gasly, Pérez e Max Verstappen non ricevono sanzioni da parte dei commissari sportivi, per non aver rispettato le istruzioni stabilite dalla direzione gara. Tutti i piloti hanno superato il tempo limite di un minuto e cinquantacinque secondi valevole tra la seconda linea della safety car e la prima di essa. Zhou per due volte, nel corso del quinto e quarto giro in SQ1, Russell, Hamilton, Ocon, Leclerc, Stroll, Bottas, Magnussen, Hülkenberg e Albon nel corso del quinto giro in SQ1, Lawson, Gasly, Pérez e Verstappen nel corso del quarto, sempre nella stessa fase.
La riunione dei piloti, prevista un'ora e mezza dopo la disputa della Qualifica Sprint, viene cancellata.

### Risultati
Nella sessione della Qualifica Sprint si è avuta questa situazione:
| Pos                         | Nº | Pilota           | Costruttore                  | SQ1      | SQ2         | SQ3      | Griglia |
| --------------------------- | -- | ---------------- | ---------------------------- | -------- | ----------- | -------- | ------- |
| 1                           | 1  | Max Verstappen   | Red Bull Racing-Honda RBPT   | 1'33"908 | 1'33"290    | 1'32"833 | 1       |
| 2                           | 63 | George Russell   | Mercedes                     | 1'34"125 | 1'33"544    | 1'32"845 | 2       |
| 3                           | 16 | Charles Leclerc  | Ferrari                      | 1'33"647 | 1'33"292    | 1'33"059 | 3       |
| 4                           | 4  | Lando Norris     | McLaren-Mercedes             | 1'33"919 | 1'33"566    | 1'33"083 | 4       |
| 5                           | 55 | Carlos Sainz Jr. | Ferrari                      | 1'34"109 | 1'33"274    | 1'33"089 | 5       |
| 6                           | 27 | Nico Hülkenberg  | Haas-Ferrari                 | 1'34"825 | 1'33"994    | 1'33"183 | 6       |
| 7                           | 44 | Lewis Hamilton   | Mercedes                     | 1'33"840 | 1'33"370    | 1'33"378 | 7       |
| 8                           | 20 | Kevin Magnussen  | Haas-Ferrari                 | 1'34"403 | 1'33"788    | 1'33"398 | 8       |
| 9                           | 22 | Yuki Tsunoda     | RB-Honda RBPT                | 1'34"646 | 1'34"052    | 1'33"802 | 9       |
| 10                          | 43 | Franco Colapinto | Williams-Mercedes            | 1'34"606 | 1'33"952    | 1'34"406 | 10      |
| 11                          | 11 | Sergio Pérez     | Red Bull Racing-Honda RBPT   | 1'34"333 | 1'34"244    | N.D.     | 11      |
| 12                          | 10 | Pierre Gasly     | Alpine-Renault               | 1'34"865 | 1'34"363    | N.D.     | 12      |
| 13                          | 18 | Lance Stroll     | Aston Martin Aramco-Mercedes | 1'34"324 | senza tempo | N.D.     | 13      |
| 14                          | 14 | Fernando Alonso  | Aston Martin Aramco-Mercedes | 1'34"436 | senza tempo | N.D.     | 14      |
| 15                          | 30 | Liam Lawson      | RB-Honda RBPT                | 1'34"617 | senza tempo | N.D.     | 15      |
| 16                          | 81 | Oscar Piastri    | McLaren-Mercedes             | 1'34"881 | N.D.        | N.D.     | 16      |
| 17                          | 31 | Esteban Ocon     | Alpine-Renault               | 1'34"917 | N.D.        | N.D.     | 17      |
| 18                          | 23 | Alexander Albon  | Williams-Mercedes            | 1'35"054 | N.D.        | N.D.     | PL      |
| 19                          | 77 | Valtteri Bottas  | Kick Sauber-Ferrari          | 1'35"148 | N.D.        | N.D.     | 18      |
| 20                          | 24 | Zhou Guanyu      | Kick Sauber-Ferrari          | 1'36"472 | N.D.        | N.D.     | 19      |
| Tempo limite 107%: 1'40"202 |    |                  |                              |          |             |          |         |

In grassetto sono indicate le migliori prestazioni in SQ1, SQ2 e SQ3.

## Sprint

### Resoconto
Alexander Albon, qualificatosi in diciottesima posizione, è costretto a partire dalla pit lane in quanto la sua vettura è stata modificata sotto il regime di parco chiuso.
Già in partenza Verstappen s'invola al comando; alle sue spalle Russell, vittima di un rallentamento, blocca le due Ferrari: ne approfitta Norris che s'installa al secondo posto. Già nel primo giro Charles Leclerc si trova in battaglia con Russell, per la terza posizione, che viene mantenuta dal britannico. I primi tre restano, nei primi giri, racchiusi in meno di due secondi. Alle loro spalle si accende una lunga lotta tra le due Ferrari, che vede, al quinto giro, prevalere Carlos Sainz Jr..
Verstappen, con un ritmo migliore, riesce a distanziare Norris. Al nono giro Sainz Jr. ha la meglio anche su George Russell. Un giro dopo e il pilota della Mercedes deve cedere anche a Leclerc. Il ritmo delle due vetture italiane è tale da consentire di raggiungere Norris, mentre Russell si stacca presto. Yuki Tsunoda subisce il sorpasso di Nico Hülkenberg, che consente a entrambe le Haas di entrare nella zona punti, visto che subito davanti, al settimo posto, c'è Magnussen. All'ultimo giro Sainz Jr. attacca Lando Norris, che non è capace di rispondere, e perde la seconda posizione. Poco dopo anche Leclerc attaccherà il pilota della McLaren, che però sarà capace di difendersi.
Max Verstappen vince l'undicesima Sprint in carriera dopo l'introduzione della gara breve nella stagione 2021, la quarta in stagione su altrettante dispute, su sedici gare veloci fin qui corse nella storia del mondiale. Il pilota della Red Bull Racing estende il record del maggior numero di successi per un singolo pilota nella gara rapida. Per Verstappen è la sesta vittoria consecutiva nella Sprint, di cui otto nelle ultime nove disputate. L'olandese, che ha condotto la gara breve per tutti i suoi giri per la terza volta in stagione dopo quanto avvenuto nel Gran Premio di Miami e nel Gran Premio d'Austria, ottiene il quindicesimo podio su sedici Sprint corse e l'ottavo giro più veloce. Per Verstappen è la prima vittoria in un qualsiasi formato di gara dalla Sprint del Gran Premio d'Austria.
Sono stati cancellati 27 tempi dai commissari sportivi ai piloti per non aver rispettato i limiti della pista, durante la Sprint. Si sono visti cancellare il tempo quattro volte Pierre Gasly (una volta alla curva 12, una volta alla curva 19 e due volte alla curva 9), tre volte Liam Lawson (una volta alla curva 12 e due volte alla curva 20) e Oscar Piastri (una volta alla curva 12 e due volte alla curva 20), due volte Sergio Pérez, Franco Colapinto e Lewis Hamilton (entrambe le volte alla curva 12), Carlos Sainz Jr. (entrambe le volte alla curva 20), Yuki Tsunoda (una volta alla curva 12 e una volta alla curva 1), Lando Norris (entrambe le volte alla curva 12) e Charles Leclerc (entrambe le volte alla curva 20), una volta Nico Hülkenberg (alla curva 12), George Russell (alla curva 9) e Alexander Albon (alla curva 12). Zhou Guanyu, Valtteri Bottas e Fernando Alonso non ricevono sanzioni da parte dei commissari sportivi, per non aver rispettato le istruzioni stabilite dalla direzione gara. Tutti e tre i piloti hanno superato il tempo limite di un minuto e cinquantacinque secondi valevole tra la seconda linea della safety car e la prima di essa durante i giri di ricognizione prima di schierarsi sulla griglia di partenza.
Lando Norris non riceve sanzioni da parte dei commissari sportivi per aver effettuato diverse manovre nel corso dell'ultimo giro in fase di duello. Kevin Magnussen non viene sanzionato per essere uscito dal tracciato con Yuki Tsunoda in fase di sorpasso alla curva 11, nel corso del primo giro. Tsunoda non viene sanzionato per essere uscito fuori dal tracciato e mantenuto la posizione alla curva 12, con Piastri in un tentativo di sorpasso.

### Risultati
Nella sessione della Sprint si è avuta questa situazione:
| Pos | Nº | Pilota           | Costruttore                  | Giri | Tempo/Ritiro | Griglia | Punti |
| --- | -- | ---------------- | ---------------------------- | ---- | ------------ | ------- | ----- |
| 1   | 1  | Max Verstappen   | Red Bull Racing-Honda RBPT   | 19   | 31'06"146    | 1       | 8     |
| 2   | 55 | Carlos Sainz Jr. | Ferrari                      | 19   | +3"882       | 5       | 7     |
| 3   | 4  | Lando Norris     | McLaren-Mercedes             | 19   | +6"240       | 4       | 6     |
| 4   | 16 | Charles Leclerc  | Ferrari                      | 19   | +6"956       | 3       | 5     |
| 5   | 63 | George Russell   | Mercedes                     | 19   | +15"766      | 2       | 4     |
| 6   | 44 | Lewis Hamilton   | Mercedes                     | 19   | +18"724      | 7       | 3     |
| 7   | 20 | Kevin Magnussen  | Haas-Ferrari                 | 19   | +25"161      | 8       | 2     |
| 8   | 27 | Nico Hülkenberg  | Haas-Ferrari                 | 19   | +26"588      | 6       | 1     |
| 9   | 11 | Sergio Pérez     | Red Bull Racing-Honda RBPT   | 19   | +29"950      | 11      |       |
| 10  | 81 | Oscar Piastri    | McLaren-Mercedes             | 19   | +37"059      | 16      |       |
| 11  | 22 | Yuki Tsunoda     | RB-Honda RBPT                | 19   | +39"363      | 9       |       |
| 12  | 43 | Franco Colapinto | Williams-Mercedes            | 19   | +39"460      | 10      |       |
| 13  | 18 | Lance Stroll     | Aston Martin Aramco-Mercedes | 19   | +41"236      | 13      |       |
| 14  | 10 | Pierre Gasly     | Alpine-Renault               | 19   | +41"995      | 12      |       |
| 15  | 31 | Esteban Ocon     | Alpine-Renault               | 19   | +42"804      | 17      |       |
| 16  | 30 | Liam Lawson      | RB-Honda RBPT                | 19   | +44"008      | 15      |       |
| 17  | 23 | Alexander Albon  | Williams-Mercedes            | 19   | +44"564      | PL      |       |
| 18  | 14 | Fernando Alonso  | Aston Martin Aramco-Mercedes | 19   | +46"807      | 14      |       |
| 19  | 24 | Zhou Guanyu      | Kick Sauber-Ferrari          | 19   | +52"842      | 19      |       |
| 20  | 77 | Valtteri Bottas  | Kick Sauber-Ferrari          | 19   | +54"476      | 18      |       |

## Qualifiche

### Resoconto
Alonso, che ha sorpassato Lawson nella corsia dei box, all'inizio di sessione, segna il primo tempo di rilievo, davanti a Valtteri Bottas ed Esteban Ocon. Norris batte il tempo dello spagnolo, mentre Sainz Jr. resta a 0"075 dal tempo del pilota della McLaren. Alle spalle dello spagnolo s'installa Piastri. Verstappen porta il limite in 1'33"690; l'altro portacolori della Red Bull Racing, Pérez, segna, al millesimo, lo stesso tempo di Norris. Alexander Albon prende la quarta posizione, ma viene subito battuto da Franco Colapinto. Fa anche meglio Nico Hülkenberg, che sale secondo. Sono in ritardo le due Mercedes: Russell è decimo, mentre Lewis Hamilton è quattordicesimo. A sorpresa balza in vetta Pierre Gasly con Ocon entrato al quarto posto, battuto immediatamente da Liam Lawson. Alle spalle del neozelandese sale Tsunoda, prima che il suo tempo venga cancellato, per il mancato rispetto dei limiti del tracciato. Sainz Jr. risale al secondo posto, prima che Leclerc trovi la migliore prestazione (1'33"241). Piastri non fa meglio del settimo tempo, mentre Lando Norris risale quarto. Si riprende la prima posizione Verstappen, con Russell che è terzo. Non sembra essere veloce a sufficienza per il passaggio del turno Hamilton, che è solo sedicesimo. Sono più competitive le RB: Tsunoda è settimo e Lawson è terzo. Vengono eliminati, in questa fase, Albon, Colapinto, Bottas, Hamilton e Zhou.
La RB decide che Lawson in Q2 aiuterà Tsunoda a entrare in Q3, senza cercare la prestazione personale. Con 1'33"052 Verstappen marca il tempo di riferimento, lasciando a quattro decimi Sergio Pérez. Gasly e Sainz Jr. s'intercalano fra le due Red Bull Racing. Il quinto posto, provvisoriamente assegnato a Leclerc, passa prima a Ocon e poi a Tsunoda. Successivamente si alternano in quella posizione le due Haas di Hülkenberg e Magnussen. Norris prende la testa della graduatoria, scendendo sotto il minuto e 33 secondi: 1'32"851. Piastri e Russell rimontano, rispettivamente, in terza e quarta posizione. Verstappen si migliora di nuovo, con 1'32"584. Leclerc e Pérez si piazzano terzo e quarto. Tsunoda, aiutato dalla scia di Lawson, è nono. Gasly progredisce al settimo posto, prima che Sainz Jr. passi al secondo posto. Hülkenberg non va oltre il decimo tempo, a differenza di Magnussen, che ha battuto il tempo di Tsunoda. Anche Alonso entra nei primi dieci. Non accedono alla fase finale Tsunoda, Hülkenberg, Ocon, Stroll e Lawson.
Dei dieci piloti della Q3 solo Alonso decide per un unico tentativo rapido. Russell segna 1'32"974, Norris 1'32"330, non battuto da Oscar Piastri. Davanti all'australiano si pongono le due Ferrari. Pierre Gasly ha il sesto rilievo cronometrico, mentre Verstappen resta a 31 millesimi dal tempo di Norris. Resta molto lontano Pérez, staccato di 0"899 da Verstappen. Il tempo del messicano viene anche cancellato, sempre per il non rispetto dei limiti di pista. Alonso, che effettua il suo giro quando gli altri piloti sono ai box, chiude con l'ottavo tempo. Nell'ultimo giro Verstappen è capace di cogliere la migliore prestazione, nel primo settore. Poco dopo, un'uscita di pista di Russell, alla penultima curva, porta all'esposizione delle bandiere gialle, che non consente a nessuno di migliorare la propria prima prestazione.
Lando Norris conquista la settima pole position in carriera, la sesta della stagione, e la seconda consecutiva. Per la McLaren è la centosessantaduesima partenza in prima posizione della storia, la sesta della stagione, la seconda consecutiva, l'ottava complessiva nel Gran Premio degli Stati Uniti d'America, la prima da quella dell'edizione 2007 con Hamilton, e la prima sul circuito delle Americhe. Verstappen, secondo, non ottiene la prima pole position in otto gare per soli 0"031. Il campione del mondo ha vinto la gara partendo dal secondo posto nel 2022. Sainz Jr. è qualificato terzo, per la sua quinta partenza tra i primi tre della stagione, anche se lo spagnolo ha ottenuto solo una prima fila in campionato. Egli si qualifica davanti al compagno Leclerc per la prima volta in sei gare.
La Ferrari, col quarto posto del monegasco, è l'unico costruttore ad avere entrambe le vetture tra le prime quattro posizioni. Piastri è quinto per la seconda gara di fila, mentre Russell è qualificato in sesta posizione, causando la doppia esposizione delle bandiere gialle che hanno interrotto prematuramente la Q3. Per il pilota della Mercedes è la sesta partenza consecutiva tra i primi sei. La sesta casella è la partenza più bassa per il britannico su questo tracciato da quando guida per la scuderia tedesca nel 2022. Gasly, settimo, eguaglia la prestazione delle qualifiche nell'edizione precedente. Il francese ha inoltre pareggiato la sua migliore qualifica dell'anno con quella dell'Alpine. Alonso, ottavo, raggiungere la Q3 per la settima volta nelle ultime otto gara. Per lo spagnolo è la miglior posizione di partenza ad Austin dal 2017. Magnussen, nono, riesce ad aggiudicarsi la sua prima apparizione in Q3 dell'anno, la prima sul tracciato texano da dieci anni a questa parte, dopo aver partecipato per la prima volta anche all'ultima fase della Qualifica Sprint. Pérez, decimo, non ha segnato un tempo valido durante la Q3, alla peggior partenza sul circuito delle Americhe dal 2019. Tsunoda ha raggiunto la Q3 solamente una volta nelle ultime sei gare, mentre Hülkenberg è stato sopravanzato dal compagno in qualifica solo per la quarta volta in questa stagione. La tredicesima posizione di Ocon è il suo miglior risultato dalla pausa estiva. Stroll ha raggiunto il Q3 ad Austin solo una volta su sette partecipazioni, nel 2022, mentre Lawson non ha fatto segnare un tempo in Q2 a causa della penalità in griglia. Entrambe le Williams sono eliminate in Q1 per la seconda edizione consecutiva. Bottas, diciottesimo, interrompe la striscia della Sauber che figurava le due vetture più lente in qualifica. Il finlandese si qualifica davanti al suo ex compagno di squadra Hamilton, diciannovesimo. Il britannico non si era mai qualificato fuori dai primi cinque nelle undici precedenti partenze ad Austin. Hamilton si è qualificato tra gli ultimi due solo una volta, nel Gran Premio di Gran Bretagna 2009. Zhou è il pilota più lento in qualifica per la sesta gara di fila.
Norris, in prima posizione per la quarta volta negli ultimi cinque Gran Premi, è il ventottesimo pilota differente in pole position nel Gran Premio degli Stati Uniti d'America e l'ottavo diverso sul circuito delle Americhe in dodici edizioni ospitate, il primo britannico da Hamilton nell'edizione 2018, il primo alla guida dalla McLaren dallo stesso Hamilton nell'edizione 2007. Norris è il sesto poleman diverso nelle ultime sei edizioni della gara. Egli ottiene la settima partenza al palo in carriera in altrettanti Gran Premi e su circuiti diversi. La McLaren ottiene l'ottava partenza al palo in questo appuntamento, eguagliando la Lotus, e interrompe una striscia di due pole position consecutive della Ferrari. Per la scuderia di Woking è la prima pole position sul tracciato di Austin, per il quarantunesimo tracciato diverso nella propria storia. Per una vettura motorizzata Mercedes è la nona pole position in questo appuntamento, al pari della Ferrari. Norris e Verstappen condividono la prima fila per la nona volta e per la seconda gara consecutiva. Essi partono in quest'ordine per la quarta volta. Nelle tre volte precedenti in due occasioni ha vinto il britannico, mentre in una l'olandese. Il tempo della pole position di Norris con 1'32"330 è il più veloce in questo decennio sul circuito delle Americhe. Il poleman ha perso la testa della gara nel corso del primo giro in cinque delle ultime sei edizioni. Il pilota partito secondo ha vinto ad Austin tante volte quanto il pilota partito dalla prima posizione, per cinque volte ciascuno.
Sono stati cancellati nove tempi dai commissari sportivi ai piloti per non aver rispettato i limiti della pista, durante le qualifiche. Si sono visti cancellare il tempo due volte Pierre Gasly (una volta alla curva 12 e una volta alla curva 19) e Yuki Tsunoda (entrambe le volte alla curva 12), una volta Charles Leclerc (alla curva 9), Zhou Guanyu e Lewis Hamilton (alla curva 12), Esteban Ocon e Sergio Pérez (alla curva 9). Lance Stroll, Carlos Sainz Jr., Nico Hülkenberg, Oscar Piastri, Gasly, Lando Norris, Valtteri Bottas, Franco Colapinto, George Russell, Hamilton e Alexander Albon non ricevono sanzioni da parte dei commissari sportivi, per non aver rispettato le istruzioni stabilite dalla direzione gara. Tutti i piloti hanno superato il tempo limite di un minuto e cinquantacinque secondi valevole tra la seconda linea della safety car e la prima di essa. Stroll per tre volte, nel corso del quarto e settimo giro in Q1, e nel corso del tredicesimo in Q2 per il canadese, e Russell per due volte, nel corso del settimo in Q1 e dell'undicesimo in Q2. Sainz Jr., Piastri, Gasly, Norris e Bottas nel corso dell'ottavo giro in Q1, Hülkenberg nel corso del quinto, nella stessa fase, Colapinto e Hamilton nel corso del settimo, e Albon nel corso del nono, sempre nella stessa fase.
Al termine delle qualifiche, Pierre Gasly e Max Verstappen vengono convocati dai commissari sportivi in quanto il pilota francese è stato fatto uscire dai box al sopraggiungere di quello olandese, durante la Q3. L'Alpine viene sanzionata di 5 000 euro da parte della Federazione.

### Risultati
Nella sessione di qualifica si è avuta questa situazione:
| Pos                         | Nº | Pilota           | Costruttore                  | Q1       | Q2          | Q3          | Griglia |
| --------------------------- | -- | ---------------- | ---------------------------- | -------- | ----------- | ----------- | ------- |
| 1                           | 4  | Lando Norris     | McLaren-Mercedes             | 1'33"616 | 1'32"851    | 1'32"330    | 1       |
| 2                           | 1  | Max Verstappen   | Red Bull Racing-Honda RBPT   | 1'33"046 | 1'32"584    | 1'32"361    | 2       |
| 3                           | 55 | Carlos Sainz Jr. | Ferrari                      | 1'33"556 | 1'32"836    | 1'32"652    | 3       |
| 4                           | 16 | Charles Leclerc  | Ferrari                      | 1'33"241 | 1'32"962    | 1'32"740    | 4       |
| 5                           | 81 | Oscar Piastri    | McLaren-Mercedes             | 1'33"864 | 1'33"057    | 1'32"950    | 5       |
| 6                           | 63 | George Russell   | Mercedes                     | 1'33"536 | 1'33"142    | 1'32"974    | PL      |
| 7                           | 10 | Pierre Gasly     | Alpine-Renault               | 1'33"550 | 1'33"162    | 1'33"018    | 6       |
| 8                           | 14 | Fernando Alonso  | Aston Martin Aramco-Mercedes | 1'33"973 | 1'33"429    | 1'33"309    | 7       |
| 9                           | 20 | Kevin Magnussen  | Haas-Ferrari                 | 1'33"564 | 1'33"474    | 1'33"481    | 8       |
| 10                          | 11 | Sergio Pérez     | Red Bull Racing-Honda RBPT   | 1'33"611 | 1'33"020    | senza tempo | 9       |
| 11                          | 22 | Yuki Tsunoda     | RB-Honda RBPT                | 1'33"795 | 1'33"506    | N.D.        | 10      |
| 12                          | 27 | Nico Hülkenberg  | Haas-Ferrari                 | 1'33"601 | 1'33"544    | N.D.        | 11      |
| 13                          | 31 | Esteban Ocon     | Alpine-Renault               | 1'33"986 | 1'33"597    | N.D.        | 12      |
| 14                          | 18 | Lance Stroll     | Aston Martin Aramco-Mercedes | 1'34"033 | 1'33"759    | N.D.        | 13      |
| 15                          | 30 | Liam Lawson      | RB-Honda RBPT                | 1'33"339 | senza tempo | N.D.        | 19      |
| 16                          | 23 | Alexander Albon  | Williams-Mercedes            | 1'34"051 | N.D.        | N.D.        | 14      |
| 17                          | 43 | Franco Colapinto | Williams-Mercedes            | 1'34"062 | N.D.        | N.D.        | 15      |
| 18                          | 77 | Valtteri Bottas  | Kick Sauber-Ferrari          | 1'34"152 | N.D.        | N.D.        | 16      |
| 19                          | 44 | Lewis Hamilton   | Mercedes                     | 1'34"154 | N.D.        | N.D.        | 17      |
| 20                          | 24 | Zhou Guanyu      | Kick Sauber-Ferrari          | 1'34"228 | N.D.        | N.D.        | 18      |
| Tempo limite 107%: 1'39"559 |    |                  |                              |          |             |             |         |

In grassetto sono indicate le migliori prestazioni in Q1, Q2 e Q3.

## Gara

### Resoconto
I meccanici della Mercedes della vettura di George Russell non hanno posto i sigilli sulla monoposto del pilota due ore dopo la fine della sessione di qualifica, continuando a lavorare sulla vettura per via dell'incidente del britannico in qualifica sotto il regime di parco chiuso. Russell, qualificatosi in sesta posizione, è costretto a partire dalla pit lane.
Alla partenza Verstappen attacca Norris, ma vanno entrambi fuori pista. Ne approfitta Leclerc che si prende la vetta: anche Carlos Sainz Jr. attacca il campione del mondo, ma resta terzo. Al terzo giro Lewis Hamilton finisce nella via di fuga, alla penultima curva. Per rimuovere la sua monoposto la direzione di gara invia in pista la vettura di sicurezza. Dopo due giri, alla ripresa della valenza agonistica della gara, Leclerc mantiene il comando su Verstappen. Sainz Jr., sempre alle spalle dell'olandese, comunica di sentire un forte odore di benzina nella vettura.
Leclerc amplia il margine su Verstappen, mentre Sainz Jr., risolti i problemi con la power unit, si avvicina alla seconda posizione. Al diciottesimo passaggio Sergio Pérez prende l'ottava piazza a Tsunoda. Il messicano, nei giri successivi, sfruttando le soste di Magnussen e Gasly, scala sesto. Al tredicesimo giro Russell, in rimonta essendo partito dalla pit lane, passa Bottas, ma viene penalizzato di cinque secondi per la manovra.
Al ventiduesimo giro Sainz Jr. passa alle gomme dure. Tre giri dopo si ferma anche Max Verstappen, che sembra mostrare problemi di usura degli pneumatici. Al rientro in gara il campione del mondo si trova alle spalle di Sainz Jr.. Leclerc aspetta il ventisettesimo giro per la sua sosta. Ora al comando si trova Norris, che precede Piastri e il monegasco. Nel frattempo Russell è salito in sesta posizione. Leclerc prende la posizione dell'australiano della McLaren e, complice il pit stop di Norris, torna primo, al trentaduesimo giro.
Dopo 34 giri Leclerc conduce con 7" su Sainz Jr., 11" su Verstappen e 17" su Norris. Nei giri successivi Lando Norris riduce lo svantaggio su Verstappen, avvicinandosi pericolosamente. Il britannico tenta un attacco al cinquantunesimo giro, ma senza successo. Solo il giro seguente la manovra ha successo, anche se Norris è costretto a uscire dal tracciato per completare il sorpasso. Nella parte finale di gara anche Oscar Piastri si avvicina a Verstappen, ma senza riuscire a impensierirlo. Al penultimo giro Russell passa Pérez, per la sesta posizione.
Charles Leclerc vince l'ottavo Gran Premio in carriera. Per il pilota monegasco della Ferrari è il terzo successo stagionale, la prima vittoria dopo quella ottenuta nel Gran Premio d'Italia. Per la scuderia di Maranello è il duecentoquarantasettesimo trionfo della propria storia, la quarta vittoria della stagione, la prima dopo quella ottenuta a Monza proprio con Leclerc, l'undicesima complessiva nel Gran Premio degli Stati Uniti d'America, la prima dopo quella dell'edizione 2018 con Kimi Räikkönen, e la seconda sul circuito delle Americhe. La seconda posizione di Sainz Jr. è il suo miglior risultato stagionale dalla vittoria nel Gran Premio d'Australia. Lo spagnolo termina una striscia di sette gare senza un piazzamento sul podio. Verstappen chiude terzo con la penalità di Norris, dopo aver perso il terzo posto a causa di una penalità nell'edizione 2017. Per l'olandese, che chiude a 19"412 secondi dal vincitore, il margine più basso dalla pausa estiva, è il centodecimo podio. Il campione del mondo non vince da nove gare, ma per la prima volta dal Gran Premio del Belgio riesce ad ampliare il suo vantaggio in campionato.
Norris conquista la quarta posizione dopo che la penalità di cinque secondi gli costa il podio. Il britannico della McLaren ha un ritardo di 57 punti da Verstappen in classifica piloti con cinque Gran Premi e due Sprint da disputare. Egli diventa il pilota ad aver conquistato il maggior numero di punti con la scuderia di Woking (930). Il compagno di squadra Piastri conclude al quinto posto, e rimane il pilota ad aver conquistato più punti (160) nelle ultime nove gare. Russell, partito dalla pit lane, chiude in sesta posizione, dove si era inizialmente qualificato. Il settimo posto di Pérez è il peggior risultato per il messicano ad Austin dal 2019. Per la Haas, grazie all'ottavo posto di Hülkenberg, è il miglior risultato nel Gran Premio di casa. La scuderia statunitense, che guadagna la sesta posizione in classifica costruttori ai danni della RB, ottiene punti in quattro gare consecutive per la prima volta da metà campionato 2018. Con l'undicesima posizione di Magnussen, la scuderia termina in questa posizione per l'ottava volta in stagione. Nono, Lawson eguaglia il miglior risultato in carriera del Gran Premio di Singapore 2023. Colapinto termina decimo e ottiene il suo secondo piazzamento a punti in quattro Gran Premi. L'argentino della Williams ha mantenuto il giro più veloce della gara fino a tre giri dalla fine. Hamilton è ritirato dopo che in precedenza aveva sempre portato a termine una corsa negli Stati Uniti d'America. Per il britannico è stata la gara più breve dal ritiro alla prima curva nel Gran Premio del Qatar 2023. È la prima volta in assoluto che la Mercedes non riesce a terminare una gara ad Austin.
Leclerc, al quarantesimo podio in carriera, il decimo della stagione, è, al pari di Norris, il pilota più vincente in stagione, dietro solo a Verstappen. Egli è il ventisettesimo pilota diverso trionfante nel Gran Premio degli Stati Uniti d'America e il sesto differente sul circuito delle Americhe in dodici edizioni disputate. Il monegasco termina una striscia di tre successi consecutivi di Verstappen in questo appuntamento. Leclerc trionfa nel settimo Gran Premio e circuito differente in carriera. La sua vittoria arriva dopo aver festeggiato il suo ventisettesimo compleanno all'inizio della settimana. Egli, che aveva condotto in precedenza la gara ad Austin solo per quattro giri, vince la seconda corsa di fila dopo essere partito quarto. Leclerc è stato il primo pilota in assoluto a condurre il primo giro partendo oltre la prima fila su questo tracciato. La Ferrari estende il record quale costruttore con il maggior numero di successi in questa gara (11), e mette a segno l'ottantasettesima doppietta della propria storia, la seconda del campionato dopo quella del Gran Premio d'Australia, la sesta complessiva in questo appuntamento, e la prima sul circuito di Austin. In precedenza la Ferrari aveva ottenuto cinque doppiette nel Gran Premio degli Stati Uniti d'America dal 2000 al 2006, di cui le ultime tre consecutive, corse sul circuito di Indianapolis. Per la Ferrari è solo la terza doppietta del decennio, e la sesta negli ultimi quattordici anni. Il costruttore italiano è il terzo team più vincente in stagione dietro alla Red Bull Racing e la McLaren, e termina una striscia di tre successi di fila della scuderia di Milton Keynes sul tracciato texano. La Ferrari ottiene il terzo successo nel mese di ottobre a partire dal 2008. Per una vettura motorizzata Ferrari è l'undicesimo trionfo in questo appuntamento, al pari di Ford-Cosworth.
Il premio del pilota del giorno viene assegnato per la cinquantasettesima volta al vincitore del Gran Premio, nonché per la quarta volta in stagione a Leclerc. Egli è il secondo pilota più premiato del campionato, dietro solo a Norris. Ocon è il centotrentanovesimo pilota differente della storia del mondiale autore del giro più veloce, al centocinquantaduesimo Gran Premio, l'undicesimo diverso del campionato, e il primo francese da Romain Grosjean nel Gran Premio di Spagna 2012. L'Alpine  segna il primo giro più rapido nella storia del costruttore, il quarantacinquesimo team nella storia del mondiale, all'ottantacinquesima gara. Il team francese è il secondo nuovo costruttore consecutivo del campionato autore del giro rapido dopo la RB nel precedente Gran Premio di Singapore. Il punto addizionale del giro più rapido non viene assegnato per la seconda gara di fila, per la tredicesima volta complessiva dopo essere stato reintrodotto nella stagione 2019, ottenuto da Ocon fuori dalle prime dieci posizioni. È stato il quinto più veloce Gran Premio degli Stati Uniti d'America sul circuito delle Americhe sul tempo della distanza di gara, corso alla media di 194,453 km/h. La corsa viene vinta per la prima volta da un pilota partito in quarta posizione sul tracciato texano e per la seconda edizione consecutiva viene vinta da un pilota partito oltre le prime tre posizioni. Leclerc, Sainz Jr. e Verstappen condividono il podio per la terza volta. Il Gran Premio ha visto l'utilizzo della safety car per la prima volta da quello del Canada.
Sono stati cancellati 43 tempi dai commissari sportivi ai piloti per non aver rispettato i limiti della pista, durante la gara. Si sono visti cancellare il tempo cinque volte Lando Norris (tre volte alla curva 12 e due volte alla curva 20), quattro volte Lance Stroll (due volte alla curva 19, una volta alla curva 9 e una volta alla curva 11), Pierre Gasly (due volte alla curva 20, una volta alla curva 15 e una volta alla curva 12) e Franco Colapinto (due volte alla curva 20, una volta alla curva 9 e una volta alla curva 1), tre volte Oscar Piastri (una volta alla curva 9, una volta alla curva 12 e una volta alla curva 19), Alexander Albon (due volte alla curva 12 e una volta alla curva 11), George Russell (una volta alla curva 11, una volta alla curva 12 e una volta alla curva 13), Nico Hülkenberg (una volta alla curva 16, una volta alla curva 19 e una volta alla curva 9) e Yuki Tsunoda (due volte alla curva 20 e una volta alla curva 1), due volte Fernando Alonso (una volta alla curva 19 e una volta alla curva 12), Valtteri Bottas (una volta alla curva 12 e una volta alla curva 9), Kevin Magnussen e Max Verstappen (entrambe le volte alla curva 12), una volta Liam Lawson (alla curva 12).

### Risultati
I risultati del Gran Premio sono i seguenti:
| Pos | Nº | Pilota           | Costruttore                  | Giri | Tempo/Ritiro | Griglia | Punti |
| --- | -- | ---------------- | ---------------------------- | ---- | ------------ | ------- | ----- |
| 1   | 16 | Charles Leclerc  | Ferrari                      | 56   | 1h35'09"639  | 4       | 25    |
| 2   | 55 | Carlos Sainz Jr. | Ferrari                      | 56   | +8"562       | 3       | 18    |
| 3   | 1  | Max Verstappen   | Red Bull Racing-Honda RBPT   | 56   | +19"412      | 2       | 15    |
| 4   | 4  | Lando Norris     | McLaren-Mercedes             | 56   | +20"354      | 1       | 12    |
| 5   | 81 | Oscar Piastri    | McLaren-Mercedes             | 56   | +21"921      | 5       | 10    |
| 6   | 63 | George Russell   | Mercedes                     | 56   | +56"295      | PL      | 8     |
| 7   | 11 | Sergio Pérez     | Red Bull Racing-Honda RBPT   | 56   | +59"072      | 9       | 6     |
| 8   | 27 | Nico Hülkenberg  | Haas-Ferrari                 | 56   | +1'02"957    | 11      | 4     |
| 9   | 30 | Liam Lawson      | RB-Honda RBPT                | 56   | +1'10"563    | 19      | 2     |
| 10  | 43 | Franco Colapinto | Williams-Mercedes            | 56   | +1'11"979    | 15      | 1     |
| 11  | 20 | Kevin Magnussen  | Haas-Ferrari                 | 56   | +1'19"782    | 8       |       |
| 12  | 10 | Pierre Gasly     | Alpine-Renault               | 56   | +1'30"558    | 6       |       |
| 13  | 14 | Fernando Alonso  | Aston Martin Aramco-Mercedes | 55   | +1 giro      | 7       |       |
| 14  | 22 | Yuki Tsunoda     | RB-Honda RBPT                | 55   | +1 giro      | 9       |       |
| 15  | 18 | Lance Stroll     | Aston Martin Aramco-Mercedes | 55   | +1 giro      | 13      |       |
| 16  | 23 | Alexander Albon  | Williams-Mercedes            | 55   | +1 giro      | 14      |       |
| 17  | 77 | Valtteri Bottas  | Kick Sauber-Ferrari          | 55   | +1 giro      | 16      |       |
| 18  | 31 | Esteban Ocon     | Alpine-Renault               | 55   | +1 giro      | 12      |       |
| 19  | 24 | Zhou Guanyu      | Kick Sauber-Ferrari          | 55   | +1 giro      | 18      |       |
| Rit | 44 | Lewis Hamilton   | Mercedes                     | 1    | Testacoda    | 17      |       |

## Classifiche mondiali

### Piloti
| Pos | Pilota           | Punti |
| --- | ---------------- | ----- |
| 1   | Max Verstappen   | 354   |
| 2   | Lando Norris     | 297   |
| 3   | Charles Leclerc  | 275   |
| 4   | Oscar Piastri    | 247   |
| 5   | Carlos Sainz Jr. | 215   |
| 6   | Lewis Hamilton   | 177   |
| 7   | George Russell   | 167   |
| 8   | Sergio Pérez     | 150   |
| 9   | Fernando Alonso  | 62    |
| 10  | Nico Hülkenberg  | 29    |
| 11  | Lance Stroll     | 24    |
| 12  | Yuki Tsunoda     | 22    |
| 13  | Alexander Albon  | 12    |
| 14  | Daniel Ricciardo | 12    |
| 15  | Kevin Magnussen  | 8     |
| 16  | Pierre Gasly     | 8     |
| 17  | Oliver Bearman   | 7     |
| 18  | Franco Colapinto | 5     |
| 19  | Esteban Ocon     | 5     |
| 20  | Liam Lawson      | 2     |

### Costruttori
| Pos | Costruttore                  | Punti |
| --- | ---------------------------- | ----- |
| 1   | McLaren-Mercedes             | 544   |
| 2   | Red Bull Racing-Honda RBPT   | 504   |
| 3   | Ferrari                      | 496   |
| 4   | Mercedes                     | 344   |
| 5   | Aston Martin Aramco-Mercedes | 86    |
| 6   | Haas-Ferrari                 | 38    |
| 7   | RB-Honda RBPT                | 36    |
| 8   | Williams-Mercedes            | 17    |
| 9   | Alpine-Renault               | 13    |

## Decisioni della FIA
Il pilota britannico della Mercedes, George Russell, viene penalizzato di cinque secondi per aver forzato fuori dal tracciato alla curva 12 quello finlandese della Sauber, Valtteri Bottas, in fase di duello. La penalità è stata scontata durante una sosta ai box.
Al termine della gara, gli organizzatori del Gran Premio e i promotori del circuito vengono convocati dai commissari sportivi per un'invasione di pista verificatasi prima della conclusione della corsa. Il Promotore viola l'articolo 12.2.1.h del codice sportivo ed è tenuto, entro il 31 dicembre 2024, a presentare alla Federazione un formale piano di risanamento che, a giudizio della FIA, affronti adeguatamente questo problema, ma valuti anche se esistano altre potenziali aree di incursione attorno al circuito. In considerazione della gravità dell'incursione, al Promotore viene imposta una multa di 500 000 euro. Considerando che si tratta del primo caso del genere su questo circuito in dodici edizioni, 350 000 euro della multa sono sospesi fino al 31 dicembre 2026, sulla base che da questo momento fino a tale data non ci saranno ulteriori incursioni in pista su questo circuito durante un evento sotto l'egida della Federazione.
Alla vigilia del successivo Gran Premio di Città del Messico la McLaren chiede il diritto di revisione per la penalità inflitta a Lando Norris. Il britannico, terzo all'arrivo, è stato penalizzato di cinque secondi sul tempo di gara per essere uscito fuori dal tracciato e averne tratto un vantaggio in una fase di duello alla curva 12 con il pilota olandese campione del mondo della Red Bull Racing-Honda RBPT. Nell'udienza, che si tiene il 25 ottobre, vengono valutati i nuovi elementi portati dalla scuderia di Woking. Qualora quest'ultimi sono ritenuti accettabili, viene convocata una seconda riunione. Il nuovo elemento significativo che la McLaren ha sottoposto ai commissari è il fatto che Norris avesse già completato il sorpasso prima di arrivare alla zona di frenata della curva 12. Verstappen ha forzato la staccata per sorpassare e andando oltre i limiti della pista a sua volta aveva obbligato Norris ad andare largo, con quest'ultimo che non ha tratto vantaggio da questa escursione, perché era già davanti a Verstappen. I commissari hanno deciso che questo elemento non era significativo al punto di riaprire il caso e dunque non è stato concesso il diritto di revisione alla scuderia britannica. La classifica finale del Gran Premio, con Norris scalato al quarto posto a causa della penalità, viene confermata.